# Башарат
Башарат (азерб. Başarat), раніше також Амутег (вірм. Ամուտեղ) село в Кубатлинському районі Азербайджану.
У 1993—2020 було окуповане військами Вірменії, за версією окупаційної влади, село належало до Кашатазького району Нагірно-Карабаської Республіки. Село розташоване за 12 км на північний захід від села Урекан, до сільради якого підпорядковувалось.
4 листопада 2020 звільнено військами Азербайджану.